# 1994 AF
1994 AF är en asteroid i huvudbältet som upptäcktes 2 januari 1994 av den japanska astronomen Takao Kobayashi vid Ōizumi-observatoriet.
Asteroiden har en diameter på ungefär 3 kilometer.